# Bouvière
Rhodeus amarus
Espèce
Synonymes
- Cyprinus amarus Bloch, 1782[1] [2]
- Rhodeus genitalis Walecki, 1863[1] [2]
- Rhodeus lucinae Walecki, 1863[1] [2]
- Rhodeus sericeus amarus (Bloch, 1782)[1]
- Rhodeus sericeus amarus[2]

Statut de conservation UICN

 LC  : Préoccupation mineure
- Cet article est consacré au poisson ; le mot bouvière peut aussi désigner une chienne, femelle du Bouvier.

La Bouvière (Rhodeus amarus) est une espèce de petits poissons d'eau douce, de la famille des Cyprinidés. Elle vit en Europe depuis le bassin du Rhône en France jusqu'à la Neva en Russie.

## Systématique
Il a été décrit à l'origine comme Rhodeus sericeus par Pallas en 1776. Néanmoins, il a également été décrit par Bloch en 1782 comme Rhodeus amarus. Actuellement, c'est ce dernier nom qui est accepté comme nom scientifique pour la Bouvière européenne. Dans son aire de répartition, c'est la seule espèce de son genre, Rhodeus. C'est un vestige de l'époque où ces bouvières étaient réunies à l'espèce de Sibérie, Rhodeus sericeus.

## Description, mode de vie
Ce poisson atteint une taille de 5 à 6 cm (au maximum 12 cm). Il se trouve parmi les plantes dans des eaux peu profondes. Il se nourrit principalement de plantes, et, dans une moindre mesure, de vers, de crustacés, d'insectes et de larves.
Il entretient une relation de parasitisme réciproque avec les moules d'eau douce. C'est un exemple d'interaction durable entre deux espèces : 
- la bouvière pond ses œufs dans la moule, où les alevins sont protégés des prédateurs ;
- la moule, ensuite, émet des larves appelées glochidies, qui s'attachent aux branchies ou à la peau de la bouvière, ou d'autres poissons d'eau douce, et croissent dans un kyste jusqu'à ce qu'ils soient prêts à éclore.

Mâle de bouvière au moment de la reproduction. Il prend une teinte rosée, et comme chez d'autres cyprinidés, le tour de la bouche se couvre d'une granulation.